# Activision Gamemaker
Activision Gamemaker är ett datorprogram för Commodore 64 som utvecklats av Garry Kitchen och publicerat av Activision 1985. Programmet har möjliggjort utvecklandet av spel för enskilda användare utan att vara beroende av uppbackning från ett större företag.
Programmet var uppdelat i sex delar:
- The Editor - för att programmera spelets logik
- Musicmaker - för att komponera musik
- Scenemaker - för att skapa bakgrundsgrafik
- Soundmaker - för att skapa ljudeffekter
- Spritemaker - för att skapa sprites

Programmeringsspråket som användes i programmet påminde mycket om BASIC men med kraftigt förenklade funktioner för spelutveckling. Koden skrevs via menyer och inbyggda makron som kunde anpassas med olika inställningar.